# Gottfried Döhn
Gottfried Döhn (n. 10 iunie 1951, Dresda, RDG) este un canotor ce a reprezentat Republica Democrată Germană, medaliat olimpic. A participat la 2 ediții ale Jocurilor Olimpice (1976, 1980) în care a câștigat două medalii de aur.